# Подъелье (Ленинградская область)
Подъе́лье — деревня в Пашском сельском поселении Волховского района Ленинградской области.

## История
Деревня Подъелье упоминается в переписи 1710 года в Рождественском Пашском погосте Заонежской половины Обонежской пятины. Деревня обозначена на карте Санкт-Петербургской губернии 1792 года А. М. Вильбрехта и на карте 1834 года Ф. Ф. Шуберта.

ПОДЪЕЛЬЕ — деревня принадлежит генерал-майору Мерлину, число жителей по ревизии: 22 м. п., 17 ж. п. (1838 год)

Деревня отмечена на карте Ф. Ф. Шуберта 1844 года.

ПОДЪЕЛЬЕ — деревня полковницы Томиловой, по просёлочной дороге, число дворов — 5, число душ — 6 м. п. (1856 год)

ПОДЪЕЛЬЕ — деревня владельческая при реке Паше, число дворов — 4, число жителей: 6 м. п., 14 ж. п. (1862 год)

В 1872 году временнообязанные крестьяне деревни выкупили свои земельные наделы у Е. П. Томиловой и стали собственниками земли.
Согласно епархиальным сведениям 1899 года деревня относилась к приходу Крестовоздвиженской церкви Шижнемского погоста в селе Часовенское.
В конце XIX — начале XX века деревня административно относилась к Николаевщинской волости 3-го стана Новоладожского уезда. По данным «Памятной книжки Санкт-Петербургской губернии» за 1905 год деревня входила в состав Часовенского сельского общества.
По данным 1933 года деревня входила в состав Часовенского сельсовета Пашского района Ленинградской области.

Деревня Подъелье на карте 1940 года

По данным 1966, 1973 и 1990 годов деревня Подъелье входила в состав Часовенского сельсовета Волховского района.
В 1997 году в деревне Подъелье Часовенской волости проживали 17 человек, в 2002 году — 9 человек (все русские).
В 2007 году в деревне Подъелье Пашского СП — 8 человек, в 2010 году — 5 человек.

## География
Деревня расположена в лесах в северо-восточной части района, на правом берегу реки Паша при впадении в неё ручья Одубля.
Деревня находится на автодороге 41К-021 (Паша — Часовенское — Кайвакса), расстояние до административного центра поселения — 31 км.
С севера к деревне примыкает деревня Костино. На противоположном берегу Паши находится деревня Печеничино.

## Демография
| 1838 | 1862 | 1997 | 2002 | 2007 | 2010 | 2012 |
| ---- | ---- | ---- | ---- | ---- | ---- | ---- |
| 39   | ↘20  | ↘17  | ↘9   | ↘8   | ↘5   | →5   |
| 2017 |      |      |      |      |      |      |
| ↗10  |      |      |      |      |      |      |

### Национальный состав
Согласно данным Всероссийской переписи населения 2021 года в деревне проживали 2 человека, все русские.